# Estádio de São Miguel (Ponta Delgada)
Estádio de São Miguel – stadion sportowy w Ponta Delgada, na Azorach, w Portugalii. Został otwarty w 1930 roku. Może pomieścić 12 500 widzów. Swoje spotkania na stadionie rozgrywają piłkarze klubu CD Santa Clara.